# Pisces Iscariot
Pisces Iscariot es el primer álbum recopilatorio de lados-b, demos y outtakes, del grupo musical estadounidense The Smashing Pumpkins. El álbum fue lanzado el 4 de octubre de 1994 por medio de la compañía discográfica Virgin Records.

## Lista de canciones
El álbum fue lanzado en formato CD, LP y casete. Existe una edición en disco de vinilo, editada en Estados Unidos, que incluye un disco de vinilo de 7".
1. "Soothe" – 2:36
2. "Frail and Bedazzled" – 3:17
3. "Plume" – 3:37
4. "Whir" – 4:10
5. "Blew Away" – 3:32
6. "Pissant" – 2:31
7. "Hello Kitty Kat" – 4:32
8. "Obscured" – 5:22
9. "Landslide" – 3:10
10. "Starla" – 11:01
11. "Blue" – 3:19
12. "Girl Named Sandoz" – 3:34
13. "La Dolly Vita" – 4:16
14. "Spaced" – 2:24

- Disco de vinilo de 7"

1. "Not Worth Asking" − 2:46
2. "Honeyspider II" − 4:32

"Landslide" es un cover de la canción escrita por Stevie Nicks y originalmente interpretada por Fleetwood Mac.
"Girl Named Sandoz" es una referencia a los laboratorios Sandoz, donde se inventó el LSD. La canción es originalmente interpretada por The Animals.

012 Reissue bonus CD
N.º	Title	Writer(s)	Length
1.	"By June (Ignoffo Sessions/2012 Mix)" 
2.	"My Dahlia (Ignoffo Sessions/2012 Mix)" 
3.	"Jesus Loves His Babies (Gish Sessions Rough Mix)" 
4.	"Cinnamon Girl (Ignoffo Sessions/2012 Mix)"  	Neil Young	
5.	"Glynis (2012 Mix)"
6.	"Crawl (Gish Sessions outtake)"  
7.	"Cinder Open (Eddy St. demo/2012 Mix)" 
8.	"Blissed (Sadlands demo/2012 Mix)"
9.	"Slunk (Live) (2012 – Remaster)"
10.	"Jackie Blue"  	Steve Cash/Larry Lee (Ozark Mountain Daredevils)	
11.	"Venus in Furs (Live)"  	Lou Reed (The Velvet Underground)
12.	"Translucent (Sadlands demo/2012 mix)"
13.	"French Movie Theme (Siamese Sessions outtake)" 
14.	"Purr Snickety (Gish b-sides session outtake)"
15.	"There It Goes (Demo/2012 Mix)" 
16.	"Vanilla (Ignoffo Sessions)" 
17.	"Why Am I So Tired (Live in studio demo)"  
012 Reissue bonus DVD	
N.º	Title	Length	
1.	"Intro by Billy Corgan"
2.	"Pulse Cable Show Introduction by Lou Hinkhouse"
3.	"There It Goes (Pulse Basement Jam – Chicago)"
4.	"She (Pulse Basement Jam – Chicago)"
5.	"She (Pulse Basement Jam – Chicago)"
6.	"Under Your Spell (Pulse Basement Jam – Chicago)"
7.	"My Eternity (Pulse Basement Jam – Chicago)"
8.	"My Eternity (Pulse Basement Jam – Chicago)"
9.	"My Eternity (Pulse Basement Jam – Chicago)"
10.	"My Eternity (Pulse Basement Jam – Chicago)"
11.	"Bleed (Pulse Basement Jam – Chicago)"
12.	"Nothing and Everything (Pulse Basement Jam – Chicago)"
13.	"Jennifer Ever (Pulse Basement Jam – Chicago)"
14.	"Jennifer Ever (Pulse Basement Jam – Chicago)"
15.	"Jennifer Ever (Pulse Basement Jam – Chicago)"
16.	"Jennifer Ever (Pulse Basement Jam – Chicago)"
17.	"Jennifer Ever (Pulse Basement Jam – Chicago)"
18.	"Death of a Mind (Pulse Basement Jam – Chicago)"
19.	"Spiteface (Pulse Basement Jam – Chicago)"
20.	"Blue"
21.	"Offer Up"
22.	"The Joker"
23.	"Slunk"
24.	"Dancing In The Moonlight" 
25.	"Snap" 
26.	"Hello Kitty Kat"  
- Datos: Q1091433